# Újlak elfoglalása
Újlak elfoglalása az 1521–26 magyar-török háború egyik állomása volt a mohácsi csata előtt. Újlak várát döntően horvát katonák védelmezték I. Szulejmán oszmán szultán csapatai ellen. A török csapatok egyheti ostrom után (1526. augusztus 1–8.) vették be a várat.
A törökök 1526 nyarán nagy sereggel vonultak Magyarország ellen. A szultán szinte ellenállás nélkül vonult be magyar területre. A sereg nagyobb részét Pargali Ibrahim vezetésével Pétervárad ellen küldték. A többi török egység (15-20 ezer fő) Újlak ellen vonult. A Duna felől a török sajkák is körbevették az erősséget és a szárazföldi ütegekkel együtt folyamatosan ágyúzták a várat.
A várvédők viszonozták a tüzet, de egyhéti lövetés után az ellenállás megtört és a várat feladták. Öt nappal később megérkezett a szultán serege, s megkezdte Eszék ellen a támadást, amely szintén ellenállás nélkül adta meg magát. A kisebb várak nem vállalták az ellenállást.